# Méronas
Méronas (em grego: Μέρωνα) é uma aldeia cretense da unidade regional de Retimno, no município de Amári, na unidade municipal de Sivrítos. Situada a 620 metros de altitude, nas suas vizinhanças encontram-se a aldeia de Géna, o sítio arqueológico da antiga cidade de Sívritos e a torre otomana de Méronas. Em 2011 tinha 313 habitantes.
Durante o período bizantino, especialmente nos séculos XIV-XV, recebeu grande número de igrejas. A mais famosa entre elas é a igreja de Panagia (datada do século XIV, localizada no centro da cidade, que possui grande número de afrescos bizantinos). Outra igreja importante é a igreja de Ágios Nikolaos (datada do século XIII), localizada no sul da aldeia.